# Best of Dolly Parton, Vol 3
Best of Dolly Parton, Vol.3 är ett samlingsalbum av Dolly Parton, släppt 1987 och som innehåller hennes större hitlåtar under åren på skivbolaget RCA, som hon då lämnat. 

## Låtlista
1. Don't Call It Love
2. Save the Last Dance for Me
3. Real Love (med Kenny Rogers)
4. We Had It All
5. Tie Our Love (In a Double Knot)
6. Think about Love
7. Potential New Boyfriend
8. Do I Ever Cross Your Mind
9. Tennessee Homesick Blues